# Ronny Fredrik Ansnes
Ronny Fredrik Ansnes (28 giugno 1989 – 15 luglio 2018) è stato un fondista norvegese.

## Biografia
In Coppa del Mondo esordì il 19 febbraio 2011 a Drammen (13º) e ottenne l'unico podio il 20 novembre successivo a Sjusjøen (2º); si ritirò durante la stagione 2013-2014. Non partecipò a rassegne olimpiche o iridate.

## Palmarès

### Coppa del Mondo
- Miglior piazzamento in classifica generale: 119º nel 2011
- 1 podio (a squadre):
  - 1 secondo posto